# Teninsoun Sissoko
Teninsoun Sissoko (* 2. September 1992 in Saint-Denis) ist eine französische Fußballspielerin.

## Karriere

### Vereine
Teninsoun Sissoko wuchs in Aubervilliers auf. Sie trat im Alter von 12 Jahren dem örtlichen Amateurverein Football Club Municipal d'Aubervilliers bei und schloss sich der neu geschaffenen Frauenmannschaftsabteilung an. Ab 2008 trug sie den Dress des Le Mans FC, mit dem sie bis auf eine Saison in der zweiten Liga antrat. Als die Frauen 2009 das französische Pokalendspiel erreichten, kam sie darin nicht zum Einsatz. Die Defensiv-Spielerin erhielt im Jahr 2014 von der AS Saint-Étienne ihren ersten Profi-Vertrag. 2017 wechselte sie zum Ligakonkurrenten FC Fleury und war dort – bis zu ihrem Wechsel zum 1. FFC Turbine Potsdam – ein fester Bestandteil der Mannschaft. In ihrer Bundesliga-Premierensaison bestritt sie 20 von 22 Punktspielen und debütierte am 28. August 2021 (1. Spieltag) bei der 0:3-Niederlage im Auswärtsspiel gegen den VfL Wolfsburg. Ihr erstes Bundesligator erzielte sie am 6. Februar 2022 (13. Spieltag) beim 6:0-Sieg im Auswärtsspiel gegen den FC Carl Zeiss Jena mit dem Treffer zum 4:0 in der 66. Minute. 13 Tage nach Ende des Punktspielbetriebes erreichte sie mit ihrer Mannschaft das Finale um den DFB-Pokal, das im Rheinenergiestadion von Köln gegen den Seriensieger VfL Wolfsburg jedoch mit 0:4 deutlich verloren wurde. Am 1. Juni 2023 wurde ihr Fortgang vom Verein auf der vereinsinternen Website bekanntgegeben.

### Nationalmannschaft
Teninsoun Sissoko nahm mit der U23-Nationalmannschaft zweimal am Turnier um den Istrien-Cup teil. Ihr Debüt als Nationalspielerin gab sie am 4. März 2015 in Umag beim 1:0-Sieg über die Auswahl Wales’ im ersten Spiel der Gruppe C. Ihr zweites Länderspiel bestritt sie am 6. März 2017 an selber Stätte beim 6:0-Sieg über die Auswahl Ungarns im dritten Spiel der Gruppe B.

## Erfolge
- DFB-Pokal-Finalist 2022 (mit dem 1. FFC Turbine Potsdam)